# Ruse, Bulgaria
Ruse (cũng phiên âm là Rousse hoặc Russe, tiếng Bulgaria: Русе phát âm là [rusɛ]) là thành phố lớn thứ năm ở Bulgaria. Ruse là nằm ở đông bắc của đất nước, bên hữu ngạn của sông Danube, đối diện với thành phố Rumani Giurgiu, khoảng cách 300 km so với Sofia và 200 km từ Bờ Biển Đen Bungari. Đây là cảng sông quan trọng nhất Bungari, phục vụ một phần quan trọng của thương mại quốc tế của đất nước.
Ruse được biết đến với phong cách Tân-Baroque và Tân-Rococo thế kỷ 19 và 20, thu hút nhiều khách du lịch. Nó thường được gọi là Viên nhỏ. Cầu hữu nghị Ruse-Giurgiu, cầu bắc qua sông Danube nối Bulgaria và Rumani tại thành phố này.